# Xenostryxis ductor
Xenostryxis ductor är en stekelart som först beskrevs av Mercet 1925.  Xenostryxis ductor ingår i släktet Xenostryxis och familjen sköldlussteklar. Inga underarter finns listade i Catalogue of Life.